# National Heritage List for England

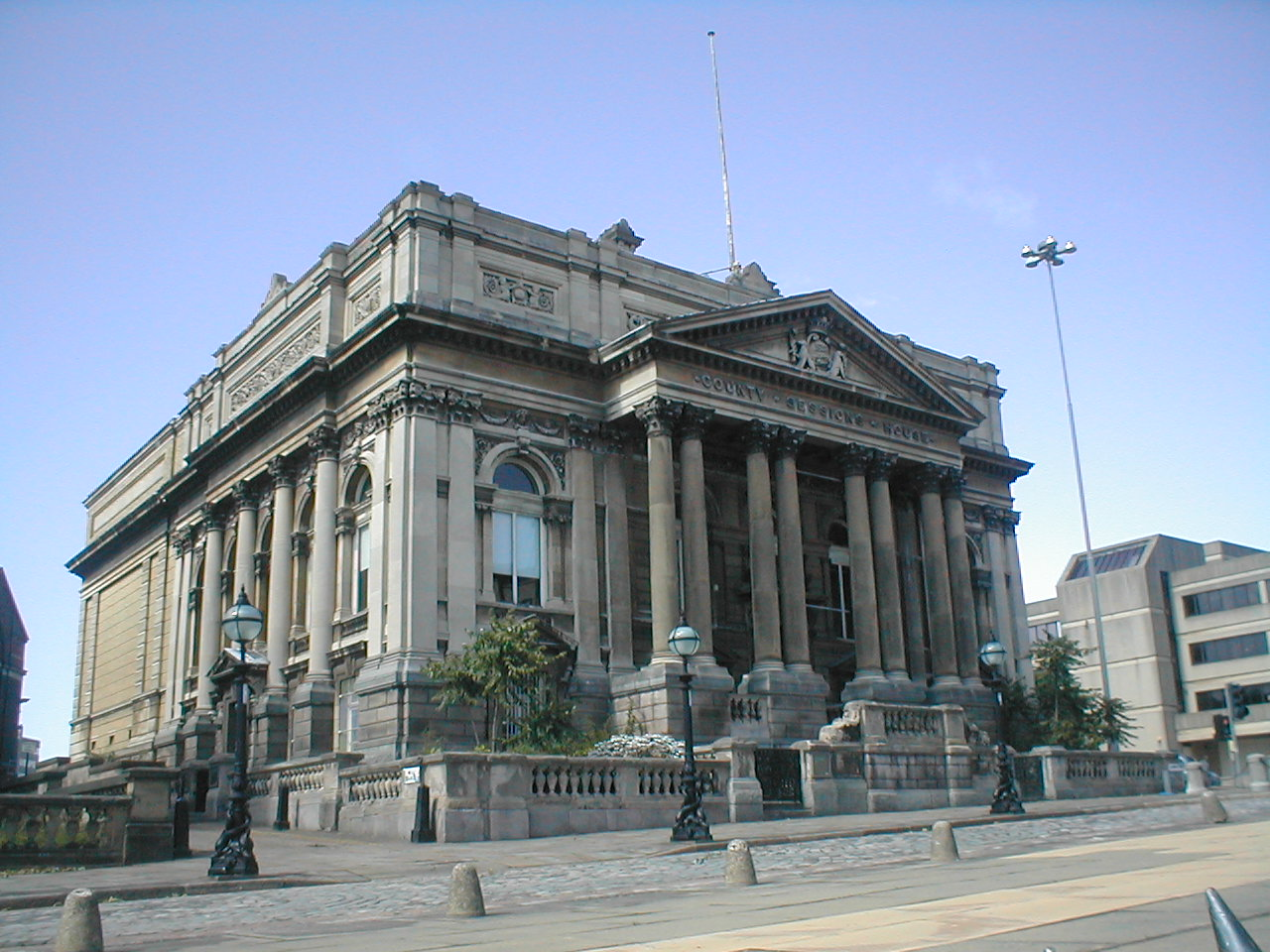
Fotografia para mostrar a County Sessions House em Liverpool.

A National Heritage List for England (NHLE) é a lista oficial da Inglaterra de edifícios, monumentos, parques e jardins, destroços, campos de batalha e locais do Patrimônio Mundial. É mantido pela Historic England e reúne essas diferentes designações como um único recurso, embora variem no tipo de proteção legal concedida a cada uma. As áreas de conservação não aparecem no NHLE, uma vez que são designadas pela autoridade local de planejamento de monumentos relevante.
A passagem da Ancient Monuments Protection Act 1882 estabeleceu a primeira parte do que é a lista hoje, ela estabeleceu uma lista de 50 monumentos pré-históricos que foram protegidos pelo estado. Outras alterações a este ato aumentaram os níveis de proteção e acrescentaram mais monumentos à lista. Com início em 1948, os Town and Country Planning Acts criaram os primeiros edifícios listados e o processo para adicionar propriedades a eles. Em 2018, mais de 600 000 propriedades foram listadas individualmente. A cada ano, propriedades adicionais são adicionadas ao Registro Nacional como parte dos diferentes registros constituintes que fazem parte da lista.
A National Heritage List for England foi lançada em 2011 como a lista legal de todos os locais históricos designados, incluindo os listed buildings e scheduled monuments.
A lista é administrada pela Historic England (anteriormente conhecida como English Heritage) e está disponível como um banco de dados on-line com 400 000 edifícios listados, parques registrados, jardins e campos de batalha, naufrágios protegidos e scheduled monuments. Um número de referência exclusivo, o Código NHLE, é frequentemente usado para se referir à entrada do banco de dados relacionado, como 1285296 - este exemplo é para Douglas House; um edifício listado como Grau II * no bairro londrino de Richmond upon Thames.